# Opus testaceum

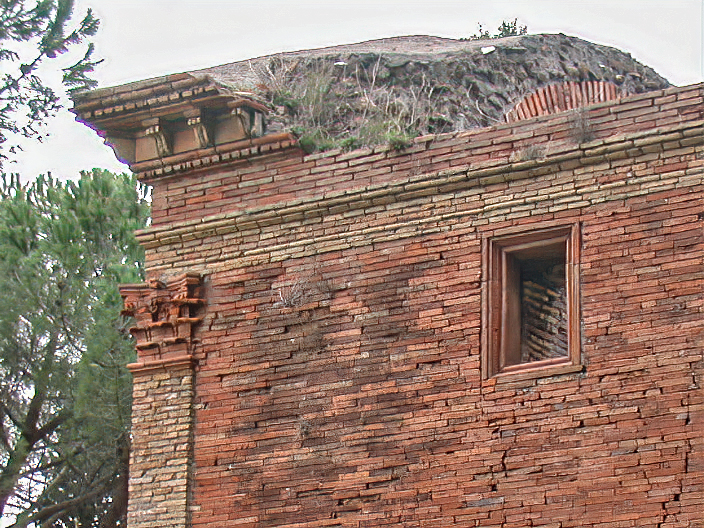

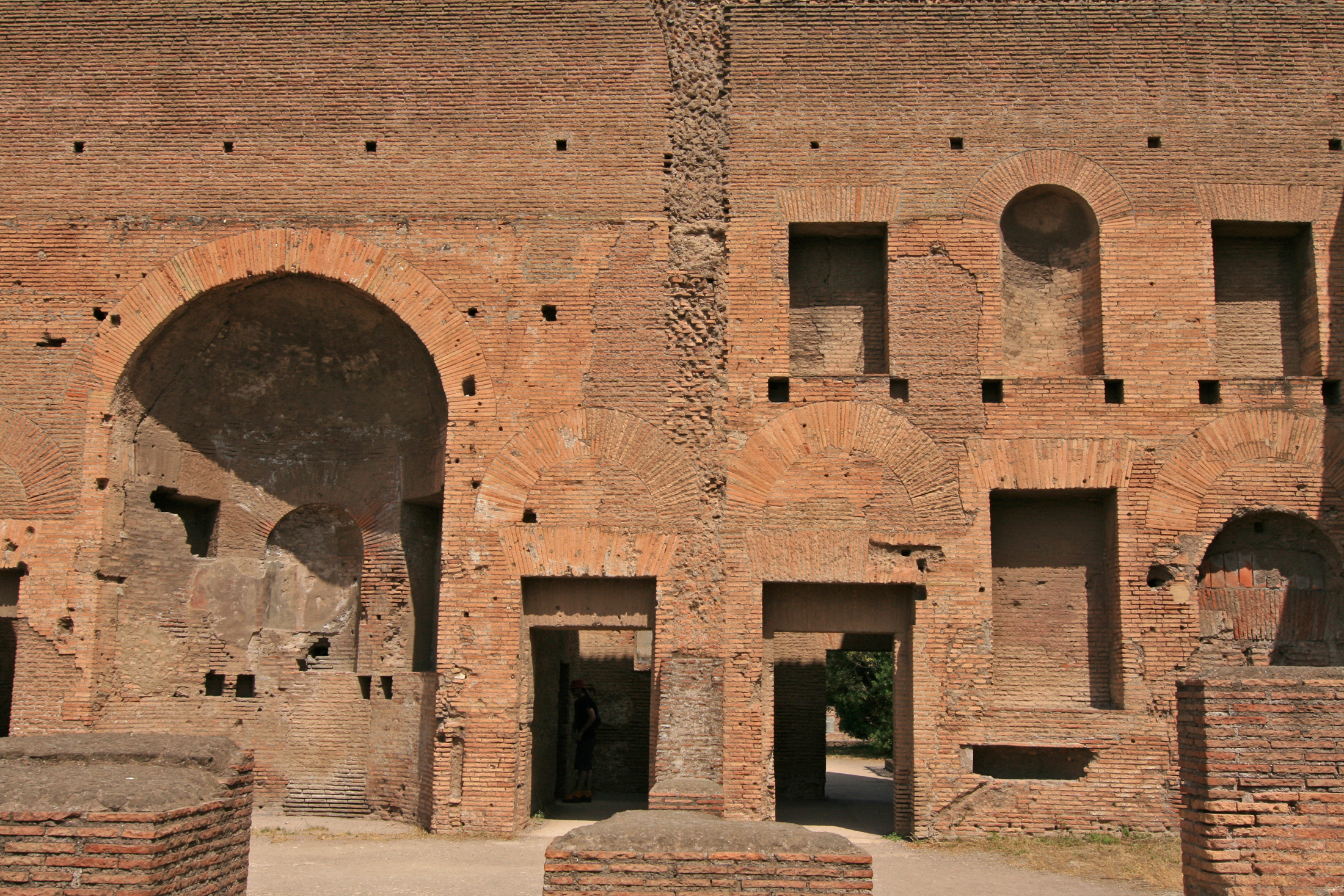
Стена Дворца Августов (Domus Augustana) в Риме

Opus testaceum (или также Opus latericium) — вид стенной кладки в древнеримской архитектуре, при которой внешние стены выкладывались из обожжённого кирпича, а между ними заливался бетон. В основательно выстроенных стенах в цементную массу выкладывались также слои кирпича.
Руины таких стенных конструкций встречаются по большей части в инсулах и других строениях Остии. При соблюдении правил обжига кирпичей и приготовления бетона, такие стены становились самыми крепкими и устойчивыми. Некоторые из сооружений, построенных по технологии opus testaceum, например, Дворец Августов в Риме, сохранились до наших дней.